# Flaga Chile

Sztandar prezydencki

Flaga Chile – flaga Chile, w obecnej formie ustanowiona 18 października 1817 r. Jej proporcje wynoszą 2:3.
Kolory flagi chilijskiej symbolizują:
- czerwony – krew patriotów walczących o niepodległość,
- biały – śnieg na szczytach Andów,
- niebieski – błękit nieba,
- pojedyncza gwiazda zwraca uwagę na to, że Chile jest państwem unitarnym, a nie federalnym.

Flaga Chile z lat 1812–1814
Flaga Chile używana prawdopodobnie kilka dni w 1817 roku
Flaga Chile z lat 1817–1818

## Flagi regionów

Tarapacá
Antofagasta
Atakama
Coquimbo
Valparaíso
O’Higgins
Maule
Biobío
Araukanía
Los Lagos
Aysén
Magallanes
Region Metropolitalny
Los Ríos
Arica y Parinacota